# Bhimtal
Bhimtal es un pueblo y  nagar Panchayat situado en el distrito de Nainital,  en el estado de Uttarakhand (India). Su población es de 7722 habitantes (2011). Se encuentra a 22 km de Nainital.

## Demografía
Según el censo de 2011 la población de Bhimtal era de 7722 habitantes, de los cuales 4157 eran hombres y 3565 eran mujeres. Bhimtal tiene una tasa media de alfabetización del 93,67%, superior a la media estatal del 78,82%: la alfabetización masculina es del 95,28%, y la alfabetización femenina del 91,79%.